# ماتيوس ألبينو
ماتيوس ألبينو (بالبرتغالية: Matheus Albino‏) هو لاعب كرة قدم برازيلي، ولد في 4 فبراير 1995 في ريو دي جانيرو في البرازيل.

## وصلات خارجية
- ماتيوس ألبينو على موقع قاعدة بيانات كرة القدم.إي يو (الإنجليزية)
- ماتيوس ألبينو على موقع Soccerway.com (الإنجليزية)